# 花岙兵营遗址
29°4′45″N 121°48′39″E / 29.07917°N 121.81083°E
花岙兵营遗址是浙江省象山县高塘岛乡境内的一处古代兵营遗址，为南明将领张煌言抗清期间修建的抗清设施。兵营位于象山县南侧的花岙岛，故名。最大的兵营为雉鸡山兵营和高涂岙兵营，均为砾石构筑，设有城墙、地道等设施，为研究南明史和古代海岛军事设施的重要样本。2005年成为浙江省文物保护单位，2013年被列入全国重点文物保护单位。

## 历史
张煌言，字玄箸，号苍水，宁波府鄞县（今属浙江省宁波市海曙区）人，崇祯时中举人，弘光元年（1645年）与钱肃乐等奉鲁王朱以海监国于绍兴，不久任石浦守将张名振监军，以南田、林门一带为据点抗击清军。张名振去世后，张煌言接任了张名振的军职，并于永历十三年（1659年）偕同郑成功北伐，克复多地，但因郑成功在南京兵败，只得退居浙东沿海。永历十七年（1662年），鲁王病逝于金门岛，次年张煌言自感抗清无望，于是解散义军，至南田悬岙隐居，1664年，张煌言被捕，10月被处斩，死后葬杭州西湖南屏山北麓，与岳飞、于谦并称“西湖三杰”。
张煌言抗清的军事遗址多位于象山南田一带，如樊岙以及林门（蜊门）港两岸，而以花岙岛上的遗址保存最为完好。张煌言对兵营的修建曾作诗云：“鸠工严部勒，治屋亦犹兵。据水轩辕法，依山壁垒横。短垣缭却月，中露贯长庚。只此扶桑国，居然细柳营。”据推断，花岙兵营和屯田遗址于1646年始由张煌言和张名振一同营建，张名振去世后由张煌言独立维护至1662年，1664年张煌言被捕后兵营废弃。而张煌言被捕的地点也被认定为位于花岙岛上。

## 遗迹
花岙岛上分布有众多兵营、屯田遗址，此外还包含关隘、防御墙、地道等军事设施，使用天然砾石筑成。在所有兵营中，高涂岙兵营和雉鸡山兵营面积最大，为主兵营，此外有小兵营十余座。

### 高涂岙兵营
高涂岙兵营位于雉鸡山西北，雉鸡山、中路山、德人山围成的海湾高涂岙内，距雉鸡山顶500米的一处砾石流坡上，背东南面西北，下方今为南北向公路。兵营长220米，宽65米，总面积超过12000平方米以上。兵营设有城墙，厚度约为1米，最大残高2.5米，西北侧城墙为内外两重，西侧有城门，但形制已不可考，门外设有石磴道通往海岸。城内约有10个小区，共设营房约60间，朝向大多与兵营一致，中心营房成院落状，疑为指挥场所，前部为四合院，院落后方有两座后房，东房地坎下设有地道。兵营北面设有校场，面积4000余平方米。

### 雉鸡山兵营
雉鸡山兵营位于雉鸡山主峰西南400米的缓坡上，前有三座平冈掩蔽，下方为今花岙自然村。兵营近方形，占地面积4800平方米。外有城墙长310米，有瞭望孔，东北、东南城门设有瓮城，保存较为完好。营房残存近40间，朝向多与兵营一致，内部多有地道，但已难以探明。兵营旁有梯田，西北有通道通往高涂岙兵营。东北门、西北门外有建筑，相传为祭台和平水老爷庙。营前三座平冈均设校场，均有指挥台。

### 小型兵营
花岙岛上除两座主兵营外还有数座小兵营，多位于清水岙、悬岙、高涂岙、天作塘一带，形制与主兵营建筑类似，唯不设城墙，大多保存较为完好。其中，位于悬岙岙底的悬岙1号兵营相传为张煌言被捕地点。该建筑坐南朝北，可眺望悬岙和南田湾海面，各间建筑似有不同功能，规模相比其他小兵营为大，疑为首长住所。

## 保护
张煌言被捕后，兵营荒废，木构逐渐朽毁。清末岛上居民增多，农牧业活动以及当地人在兵营盗宝的行为使得兵营遭到进一步破坏。1982年第二次全国文物普查期间，花岙兵营遗址经过调查，以“张苍水兵营遗址”之名列入象山县文物保护单位，但由于花岙岛位置偏僻，当时交通条件困难，且岛上荆棘遍地，调查工作难以展开。经过此后的多次调查，文物部门逐步完成了岛上兵营分布和构成的调查，同时对岛上村民进行了文物保护的教育，对兵营的人为破坏得到中止。花岙兵营遗址于2005年3月被列入浙江省文物保护单位，2013年3月列入第七批全国重点文物保护单位。
2007年，当地政府在高涂岙建成“南田悬岙张苍水纪念馆”，内设张苍水事迹陈列。在花岙岛国家级海洋公园规划中，花岙兵营遗址被纳入重点保护区。

## 图片

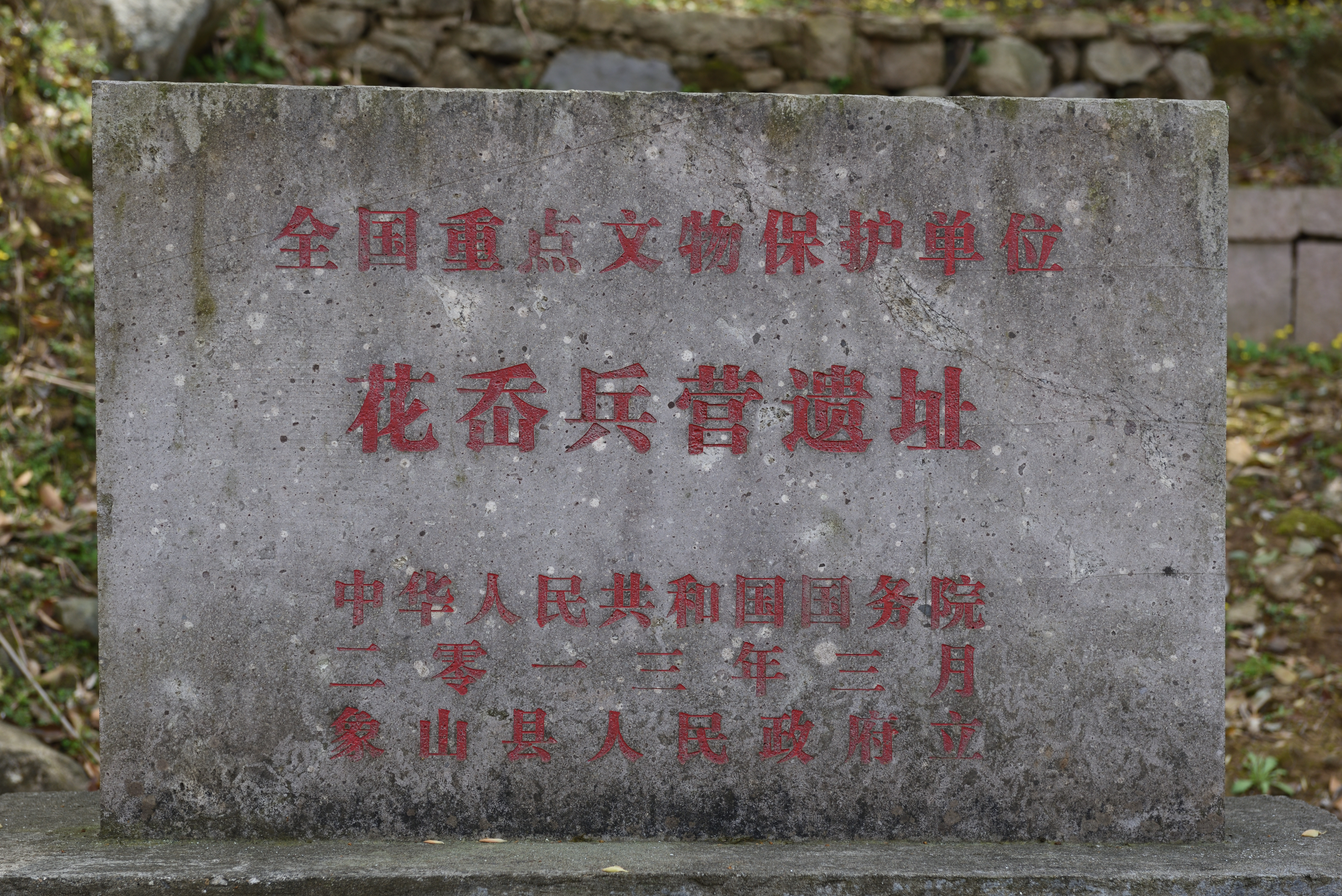
全国重点文物保护单位碑
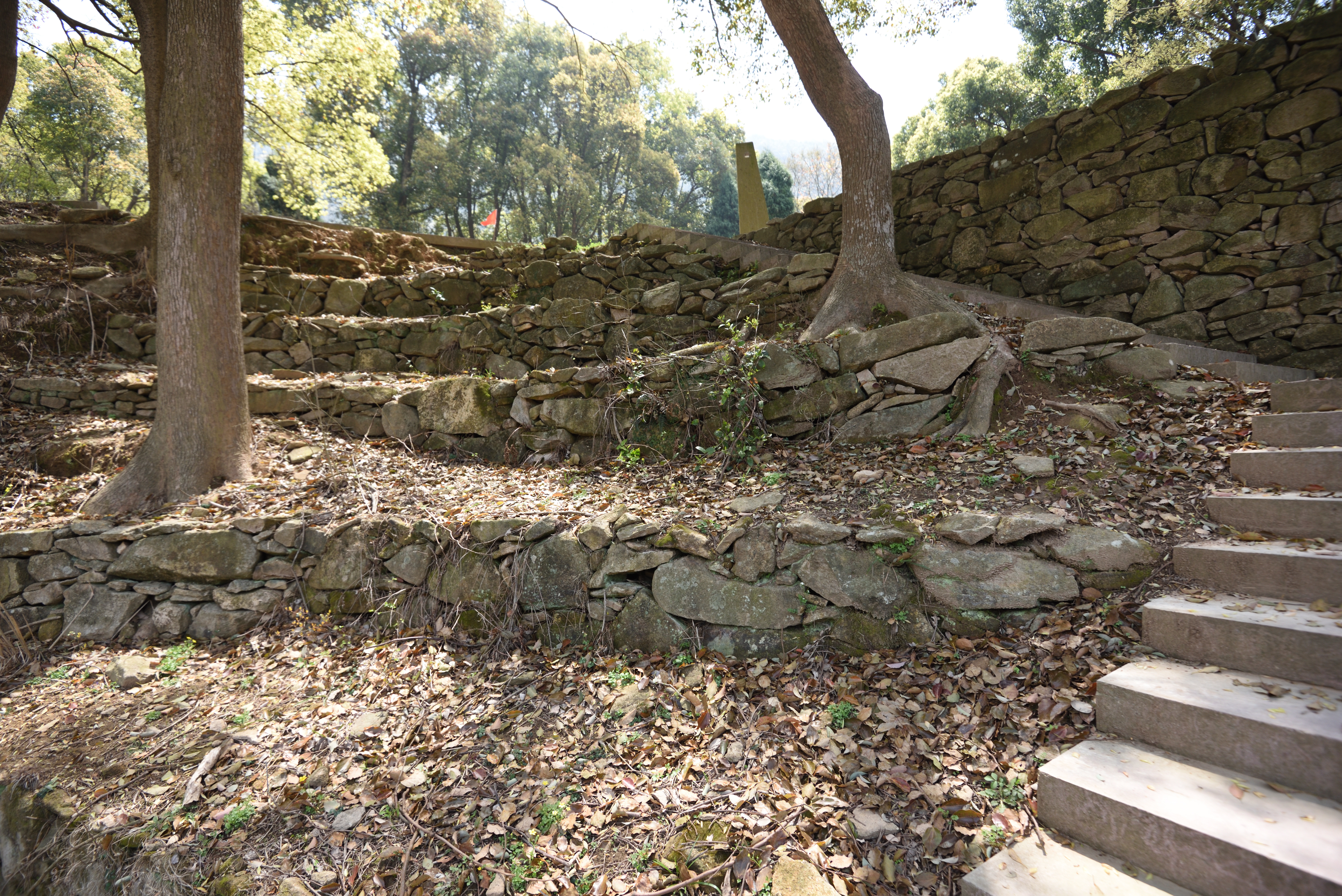
高涂岙兵营石磴道
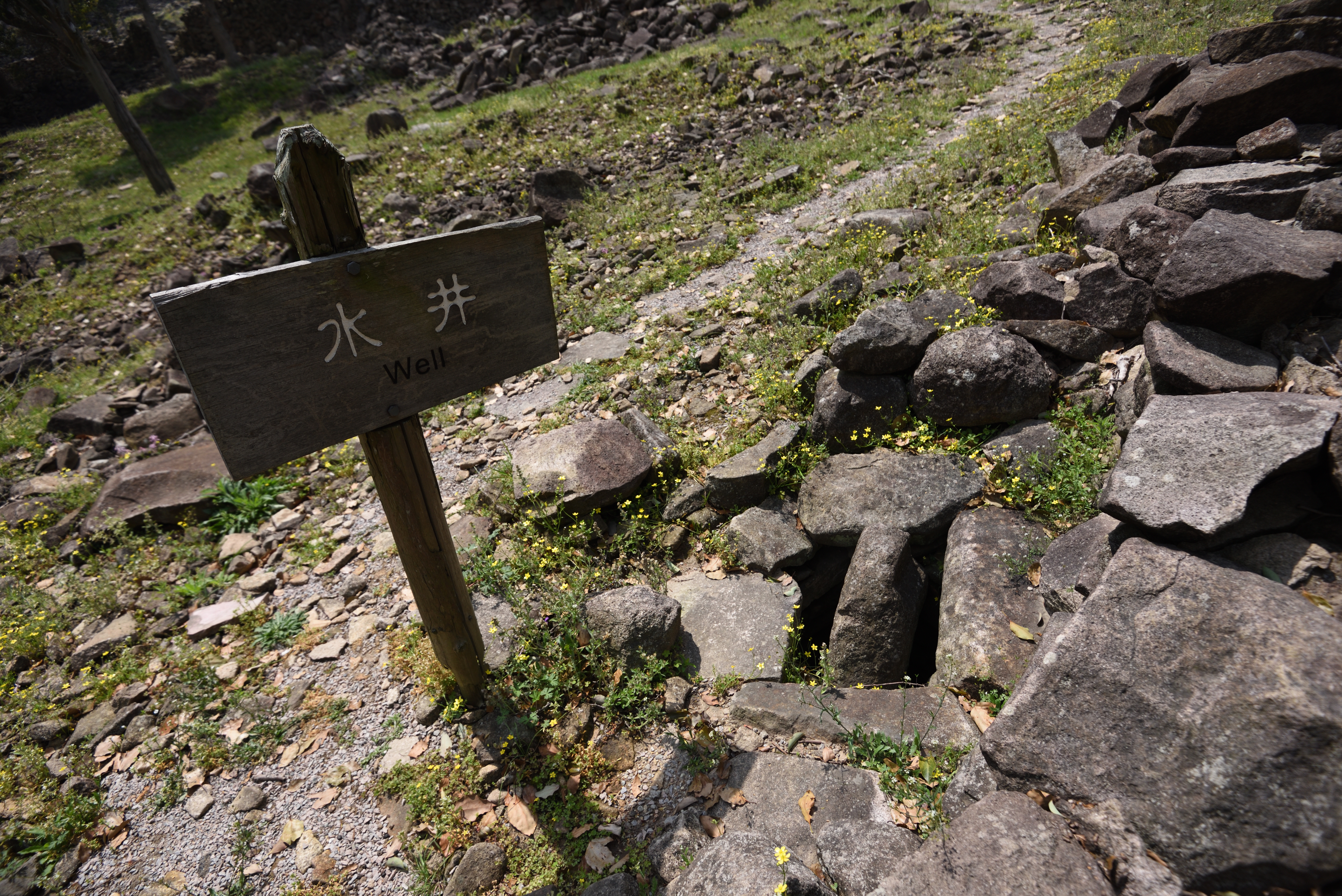
高涂岙兵营水井遗址
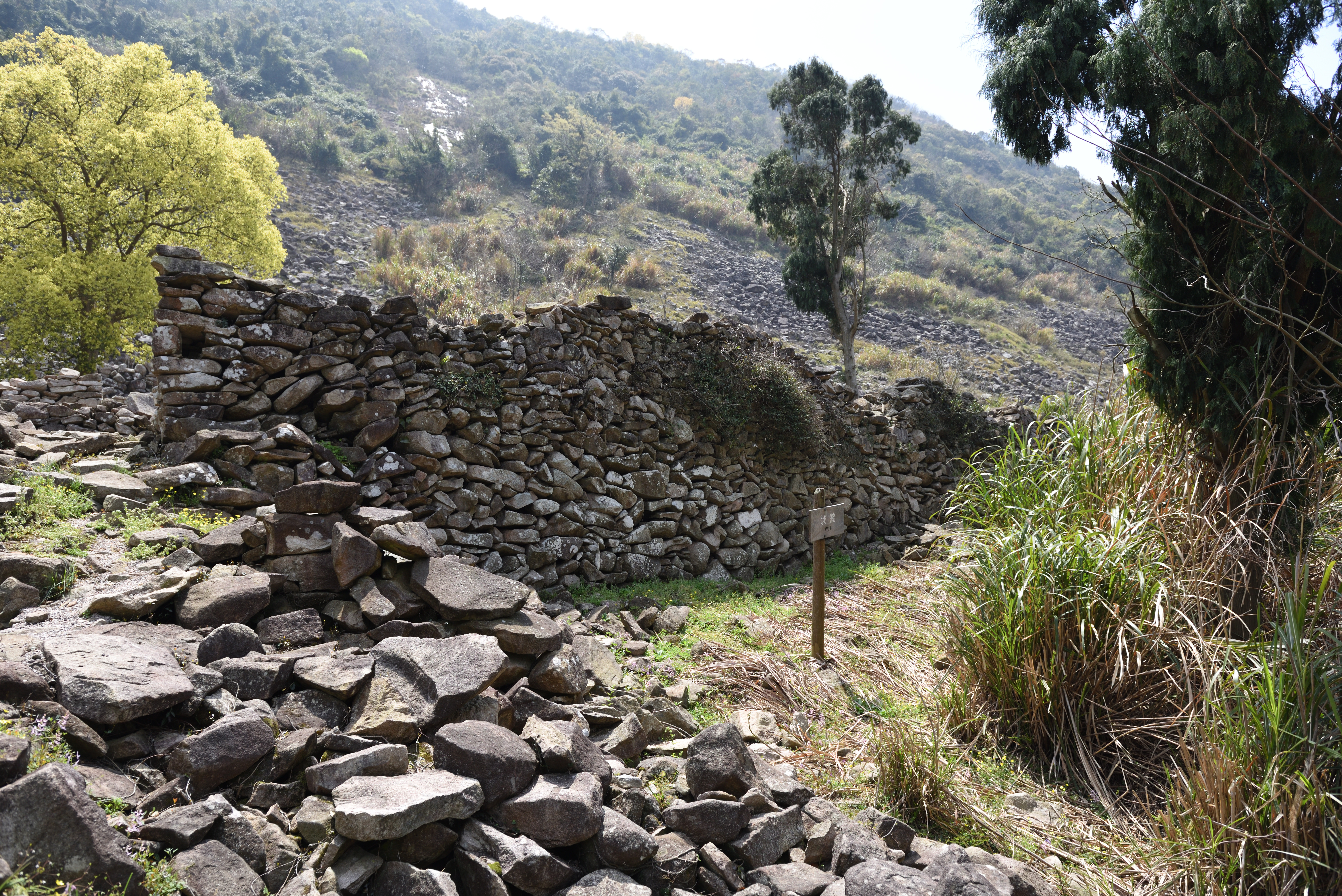
高涂岙兵营城墙遗址
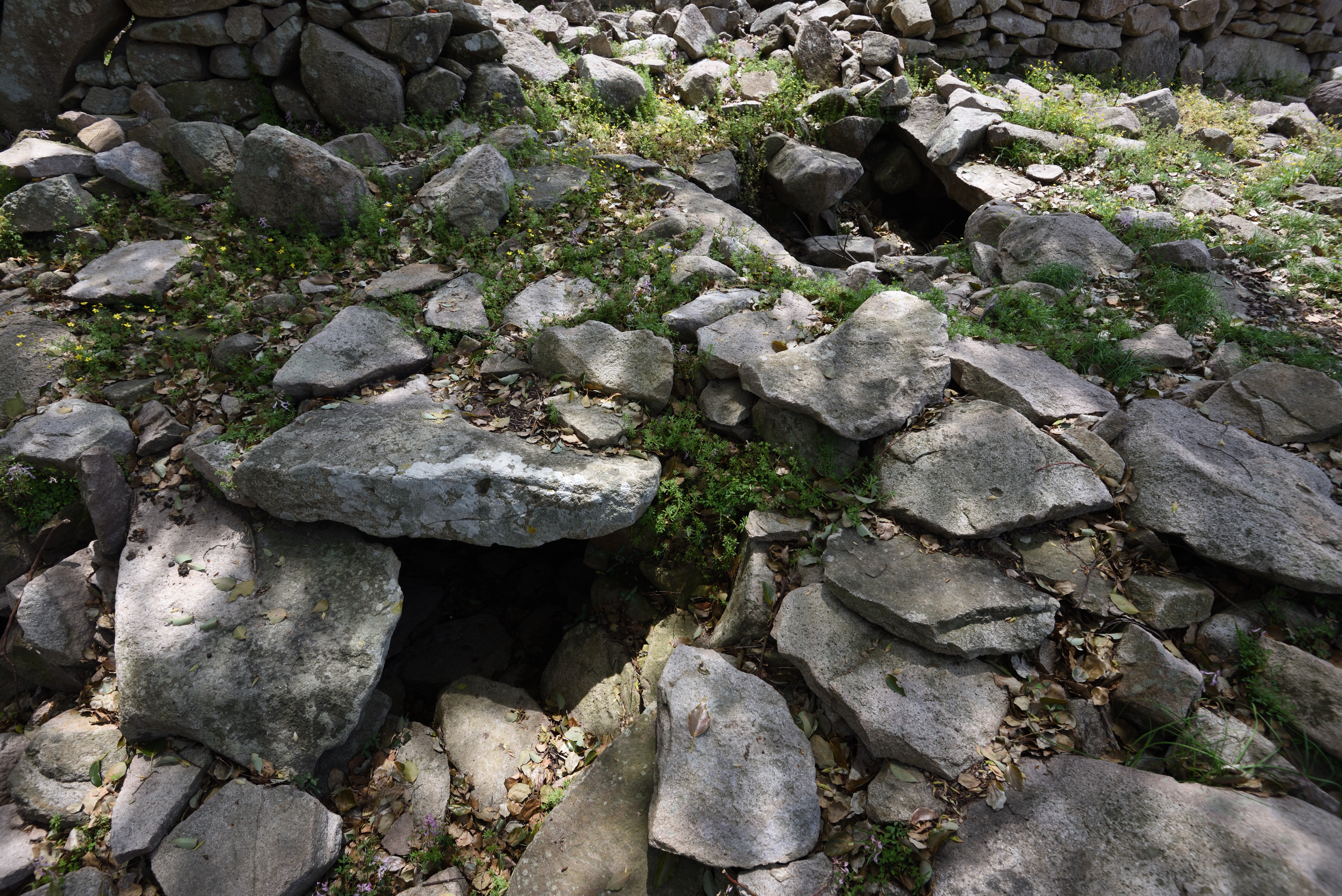
高涂岙兵营地道遗址
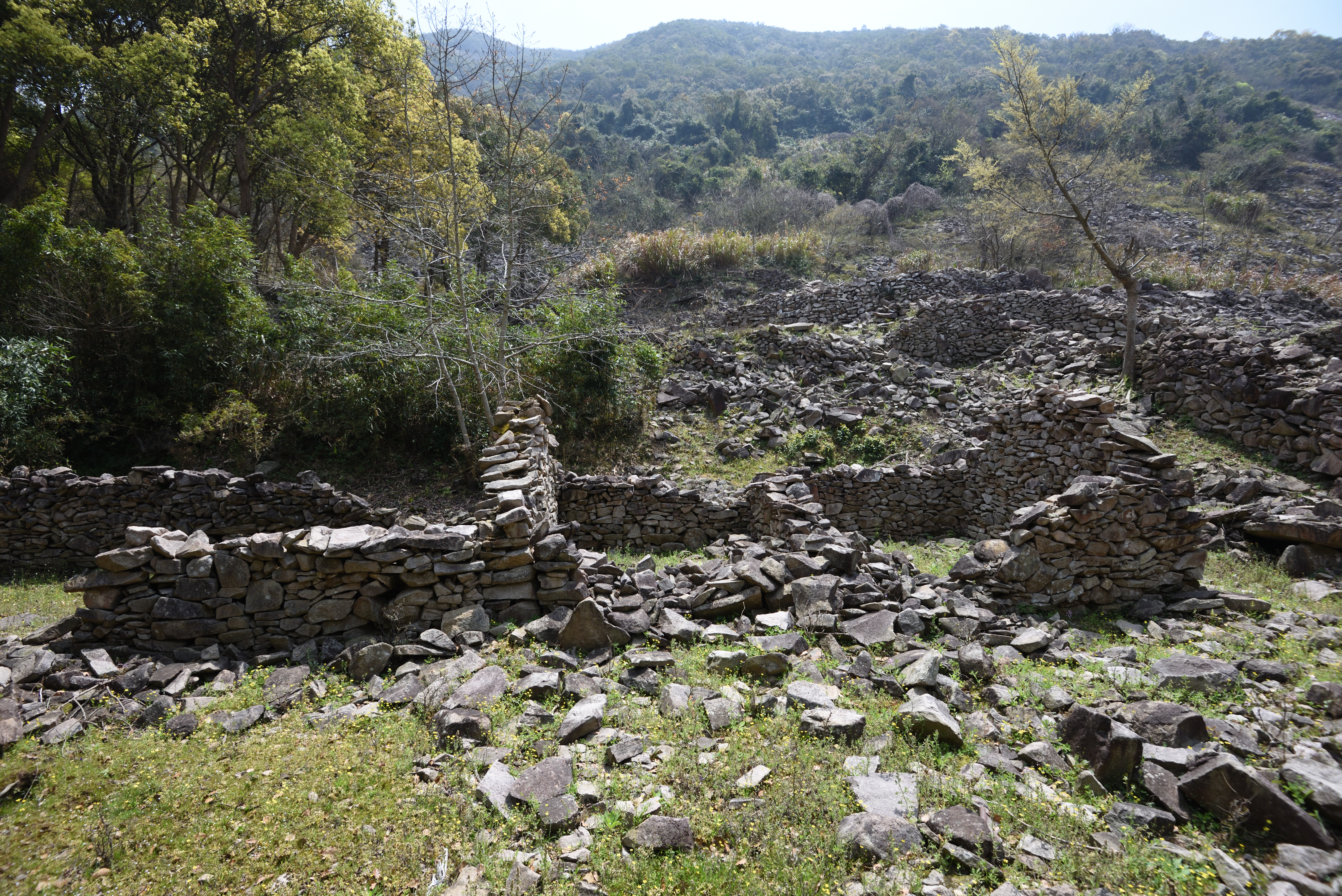
高涂岙兵营一处营房遗址
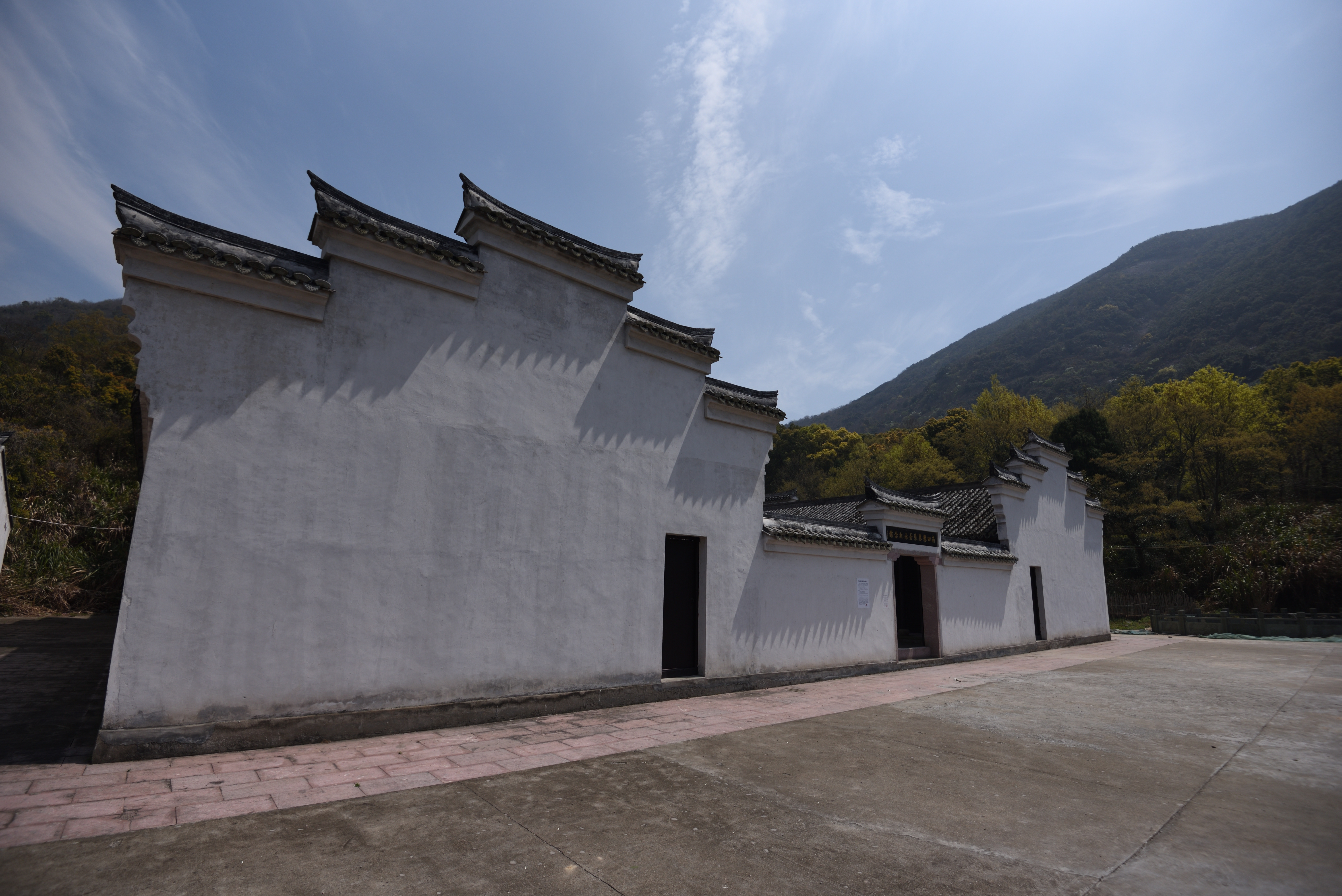
南田悬岙张苍水纪念馆
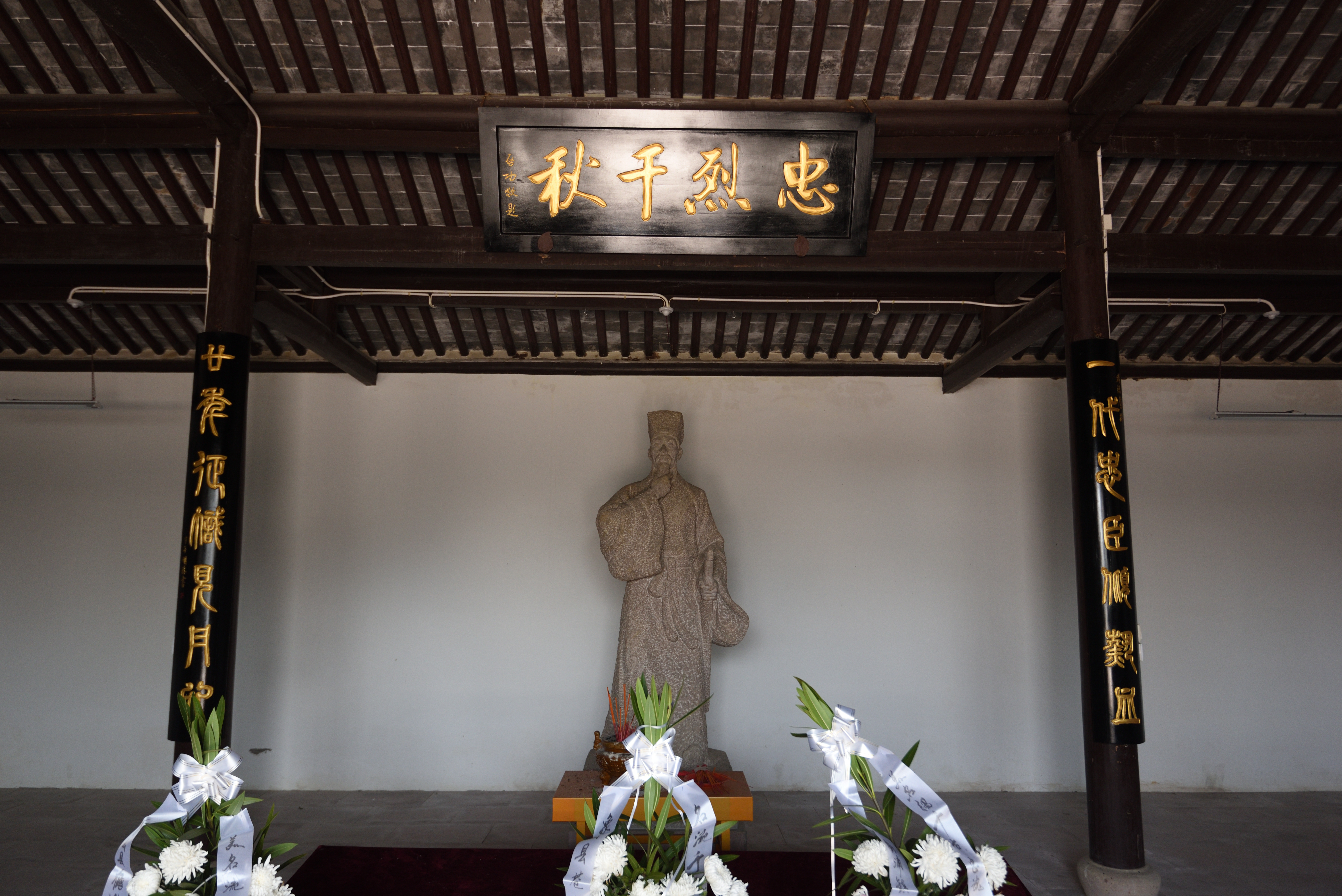
纪念馆中的张煌言塑像